# Schloss Habelsbach

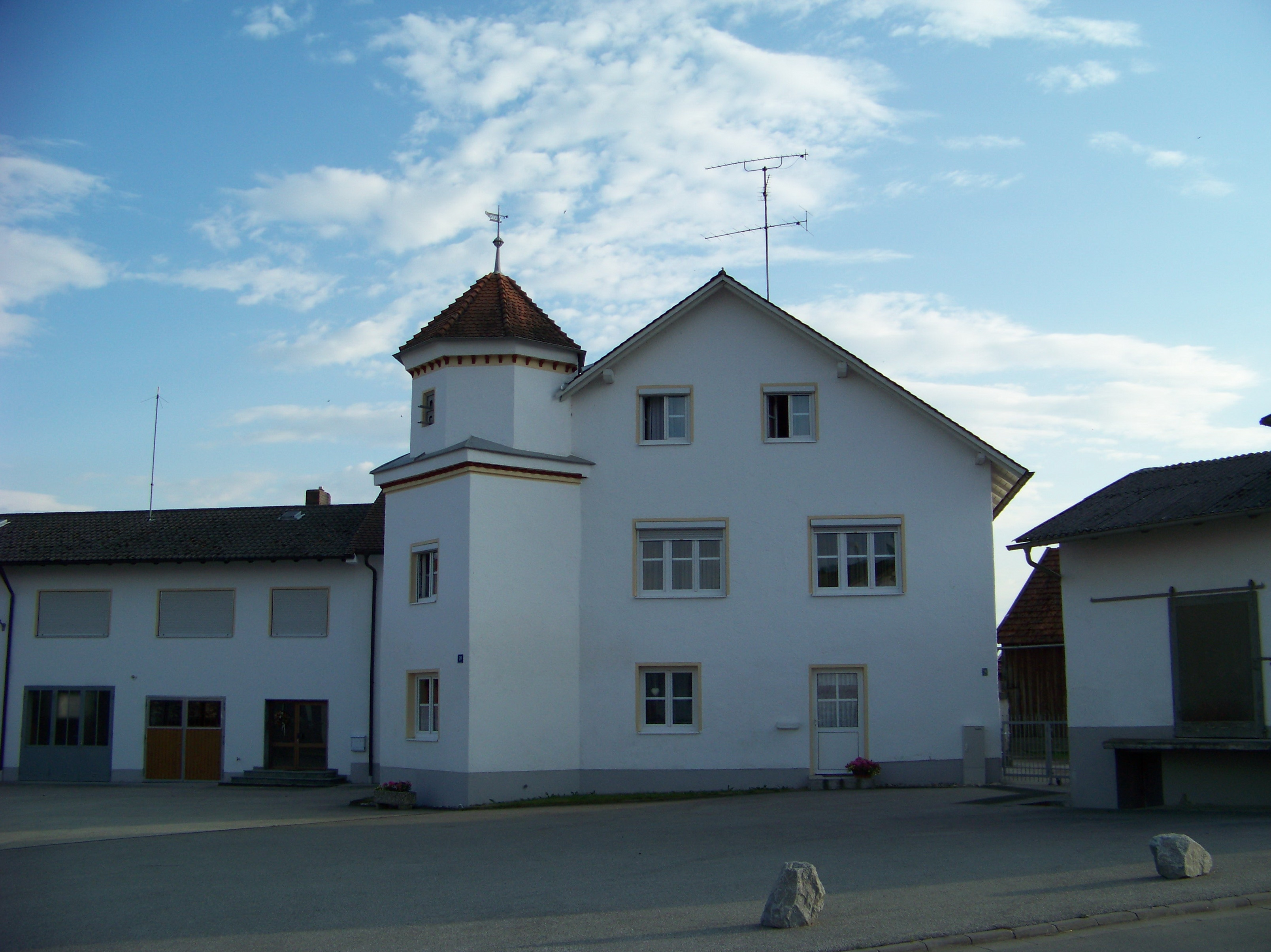
Schloss Habelsbach heute

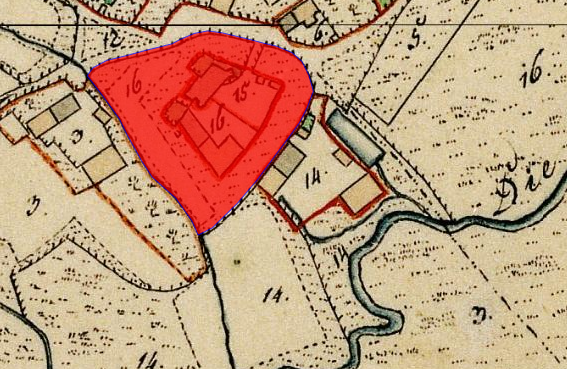
Lageplan von Schloss Habelsbach auf dem Urkataster von Bayern

Das Schloss Habelsbach liegt im gleichnamigen Gemeindeteil von Laberweinting im niederbayerischen Landkreis Straubing-Bogen von Bayern (Habelsbach 39). Das ehemalige Schloss ist unter der Aktennummer D-2-78-144-14 als Baudenkmal verzeichnet. Die Anlage wird ferner als Bodendenkmal unter der Aktennummer D-2-7139-0043 mit der Beschreibung „untertägige Befunde im Bereich des ehem. Schlosses von Habelsbach mit einstmaligen Wirtschaftgebäuden und Gartenanlagen, darunter die Spuren von Vorgängerbauten bzw. älterer Bauphasen und abgebrochenen Gebäudeteilen“ geführt.

## Geschichte
1295 ist hier Perchtoldus de Hawgoltzpach bezeugt. Eventuell war dieser ein Vorfahre der später dort begüterten Familie der Greul, die auch in Laberweinting zu Beginn und in Grafentraubach in der Mitte des 14. Jahrhunderts erschienen. Am 7. Januar 1305 erhielten der Abt Rüdiger und das Kloster Mallersdorf von Marquart von Haugoltspach dessen Eigengut zu Pullach. Am 6. Oktober 1308 kaufte das Kloster durch diesen Marquart ein Eigengut von Friedrich Gegninger zu Pullach. Auf der Urkunde siegelte auch Perthold der Greul von Haugoltzpach, der eventuell mit dem bereits 1295 erwähnten Perchtoldus identisch ist. 1330–1349 saß als weiteres Mitglied der Greuls Rüdiger der Graul von Haugoltspach in Habelsbach. 1349 wurden Rueger der Graewl und sein Sohn Johann erwähnt. Am 15. Juni 1349 schenkte Rueger der Graewl von Habelsbach seine Hörige Allhaid von Draunspach dem Kloster Mallersdorf.
1381 kam es zu einem Gütertausch der Inkofer, wobei Peter der Inkofer den Sedel, den Sitz und den Bau zu Habelsbach besaß. Diese Güter waren durch Einheirat in die Familie der Greuls an die Inkofer gekommen. Am 27. September 1443 verkaufte Martin Armannsperger dem Christian Stinglheimer und dem Domkapitel Regensburg u. a. sein Gut in Habelsbach. Am 7. März 1444 siegelte Paul Vilser zu Habelsbach eine Mallersdorfer Klosterurkunde.
Bis um 1500 lassen sich die Vilser in Habelsbach nachweisen: Paul Vilser zu Habelsbach (1444), Leo Vilser (1470), Leo Vilser zu Haubolspach (1490, 1494 und ca. 1500). Am 15. September 1492 wurde von Wilhelm von Münichau, Pfleger und Landrichter zu Kirchberg, durch Georg Pützinger und Steffan Amman als Gewalthaber der Abbalay, Leo Vilsers Ehefrau, der Vollzug einer den Sitz Haselbach betreffenden Gant verlangt. Dagegen machte jedoch Katharina Klugheimer durch ihren Anwalt Einwände, die aber zurückgewiesen wurden. Für 1510–1578 sind die Ringheimer auf Haselbach bezeugt: Hans Rünkhamer (1510–1514), Michael Rünkhamer und Christoph Rünkhamer (1524–1578). Haselbach war damals bereits in die Landtafel eingetragen.
Bereits 1569 wurde Wolfgang Viehböck zu Habelsbach genannt. Die Viehböcks waren bis 1617 die Hofmarksinhaber: Christoph Viehböck (1597–1602), Christoph Viehböck, Pfleger zu Rottenburg (1602–1615), 1616–1617 Viehböcks Erben. Ab 1623 nannten sich die Viehböcks Grafen von und zu Haimhausen und sind unter diesem Titel bis 1642 auf Habelsbach bezeugt; im Einzelnen erscheinen dabei Theodor von und zu Haimhausen (1623–1626), dessen Erben (1627–1628) und Hans Albrecht von und zu Haimhausen (1629–1642). 1659 saß hier Philipp Jakob von Ginsheim zu Grafentraubach, der Anna Maria von Haimhausen geheiratet hatte. Dieser Philipp Jakob von Ginsheim zu Schwabach saß hier auch noch 1667. 1689 befand sich die Hofmark im Eigentum des Freiherrn von und zu Prinkberg zu Habelsbach, Kastner zu Aibling. Nicht genau festzustellen ist, wann die Hofmark an die von Axthalb kam; in dieser Familie war Habelsbach von 1752 bis nach 1781. 1781 ging die Hofmark nach dem Ableben des Bürgermeisters von Axthalb auf seinen Vetter Joseph von Axthalb über.

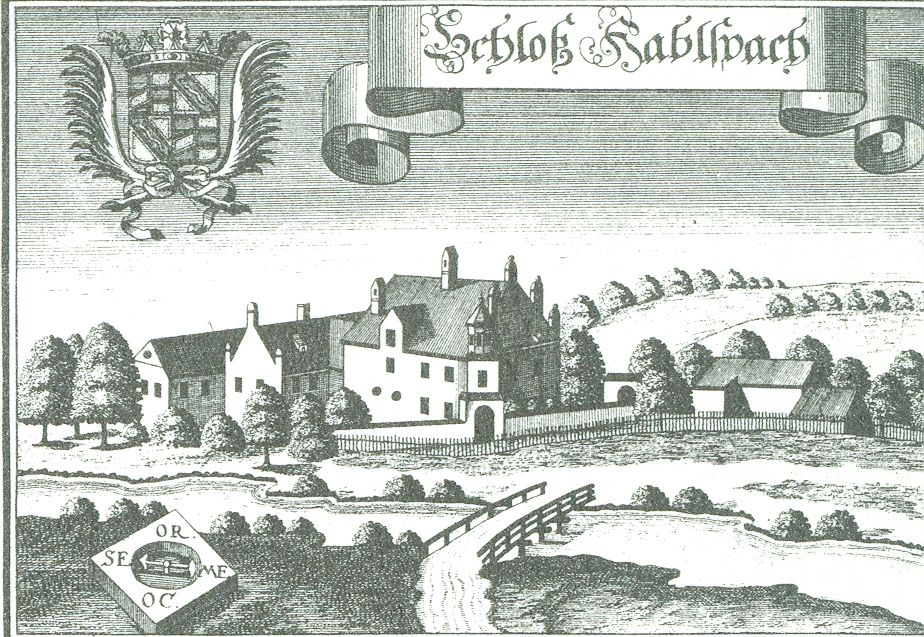
Schloss Habelsbach nach einem Stich von Michael Wening von 1721

## Schloss Habelsbach einst und jetzt
Das Schloss liegt westlich in der Nähe der Kleinen Laber. Nach dem Stich von Michael Wening von 1721 war das Schloss eine zweigeschossige Anlage mit einem Wohngebäude mit einer Gaupe. Südlich hinter diesem Gebäude scheint ein zweites Wohngebäude, dahinter ein Wirtschaftsgebäude auf. Die Anlage ist mit einer niedrigen Mauer umschlossen, wobei der Zugang durch einen über Eck gestellten Torturm erfolgt.
Heute ist das ehemalige Schloss zu einem Wohnhaus umgestaltet. Es ist eine kleine Zweiflügelanlage, deren Kern aus dem 16./17. Jahrhundert stammt. Das Dach ist modernisiert. An der Südostseite des Nordflügels ist noch der über Eck gestellte, quadratische Turm mit Achtort und Zeltdach vorhanden.
Die Anlage ist heute in Privatbesitz.